# Dysphania doubledayi
Dysphania doubledayi är en fjärilsart som beskrevs av Pieter Cornelius Tobias Snellen 1884. Dysphania doubledayi ingår i släktet Dysphania och familjen mätare. Inga underarter finns listade i Catalogue of Life.